# Арабска пролет
Арабските протести (също се употребяват термините Арабска пролет, Панара́бска револю́ция и Вели́ка ара́бска револю́ция) са серия от демонстрации, протести и граждански войни в някои от арабските държави. Протестите започват на 18 декември 2010 в Тунис, които са последвани от такива в Египет, в Алжир, в Йемен, в Бахрейн, в Либия и в Йордания. С по-малка значимост протести протичат в Мавритания, Саудитска Арабия, Оман, Судан, Сирия, Ирак, Кувейт, Мароко и Западна Сахара.
От другите мюсюлмански страни (в които арабският не е официален език), вълнения обхващат Албания, Кот д'Ивоар, Сомалия, Джибути, Иран, Севернокипърската турска република, Сенегал и др.

## Етимология
Понятието „Арабска пролет“ е алюзия за революциите от 1848 в Европа, познати още под името „Пролетта на народите“ и Пражката пролет през 1968 г. Използва се от различните коментатори след Иракската война, които очаквали движение към демокрация. Поради изборния успех на ислямистки партии, събитията стават известни още като „Ислямистка пролет“ или „Ислямистка зима“.

## Дати на събитията в отделните страни
| Начало на вълненията                                           | Страна           | Край на вълненията | Вид на протестите                                                                                            | Последствия | Брой загинали |
| -------------------------------------------------------------- | ---------------- | ------------------ | --- | --- | ------------- |
| 17 декември 2010                                               | Тунис            | 14 януари 2011     | Мохамед Буазизи се самозапалва Масови демонстрации; общонационален протест; нападения върху офиси и владения | Сваляне на правителството Президентът Бен Али и семейството му бягат от страната на 14 януари 2011 г.             | 219           |
| 28 декември 2010                                               | Алжир            | 24 февруари 2011   | Масови демонстрации                                                                                          | Абделазиз Бутфлика обявява край на извънредното положение продължило 19 години (3 февруари 2011)                  | 5             |
| 13 януари 2011                                                 | Либия            | 20 октомври 2011   | Протести в цялата страна против корупцията и лошите жилищни условия, прераснали в гражданска война           | Правителството обещава подобряване на жилищните условия и проведеждане на реформи                                 | 6000          |
| 14 януари 2011                                                 | Йордания         |                    | Малки протести                                                                                               | Кралят Абдала II разпуска правителството на 1 февруари 2011 г.                                                    | 0             |
| 17 януари 2011                                                 | Мавритания       | 17 януари 2011     | Самозапалване                                                                                                | | 1             |
| 17 януари 2011                                                 | Судан            |                    | Малки протести                                                                                               | | 1             |
| 17 януари 2011                                                 | Оман             |                    | Протести, размирици                                                                                          | | 6             |
| 18 януари 2011                                                 | Йемен            |                    | Несъгласие на правителството с политиката на президента Масови демонстрации                                  | Президентът Али Абдула Салех обявява, че няма да се кандидатира за втори срок (2 февруари 2011)                   | 100           |
| 21 януари 2011                                                 | Саудитска Арабия | 29 януари 2011     | Самозапалване Демонстрации                                                                                   | Абдула бин Абдул Азис, кралят на Саудитска Арабия обещава да отдели 16 миллиарда долара за социални помощи        | 4             |
| 21 януари 2011                                                 | Албания          |                    | Протести, размирици                                                                                          | | 3             |
| 25 януари 2011                                                 | Египет           | 11 февруари 2011   | Масови протести и въстание                                                                                   | Смяна на правителството (29 януари 2011) Оставка на Хосни Мубарак от поста президента (11 февруари 2011)          | 384           |
| 26 януари 2011                                                 | Сирия            |                    | Самозапалване                                                                                                | | 1             |
| 28 януари 2011                                                 | Северен Кипър    |                    | Масови протести                                                                                              | | 0             |
| 20 февруари 2011                                               | Мароко           | 20 февруари 2011   | Самозапалване, протести                                                                                      | | 0             |
| 1 февруари 2011                                                | Джибути          | 1 февруари 2011    | Малки мирни протести                                                                                         | | 1             |
| 4 февруари 2011 (официално протестите започват на 14 февруари) | Бахрейн          |                    | Протести, размирици                                                                                          | Крал Хамад ибн Иса ал Халифа обявява че правителството ще изплати по 1000 динара на всяко семейство (11 февруари) | 7             |
| 10 февруари 2011                                               | Ирак             |                    | Демонстрации                                                                                                 | | 14            |
| 13 февруари 2011                                               | Сомалия          |                    | Малки протести                                                                                               | | 5             |
| 14 февруари 2011                                               | Иран             |                    | Протести, размирици                                                                                          | | 2             |
| 18 февруари 2011                                               | Кувейт           | 19 февруари 2011   | Малки протести                                                                                               | | 0             |
| 18 февруари 2011                                               | Сенегал          |                    | Самозапалване                                                                                                | | 0             |
| 26 февруари 2011                                               | Западна Сахара   |                    | Малки протести, размирици                                                                                    | | 2             |
| 27 февруари 2011                                               | Ливан            |                    | Малки протести                                                                                               | | 0             |
| Общо загинали:                                                 | 6695             |                    | | |               |

## Протести

### Тунис
На 17 декември 2010 година Мохамед Буазизи се самозапалва в Сиди Буазид като протест за това, че полицията конфискува плодовете и зеленчуците, които той продава на улицата. Самоубийството му предизвиква огромна вълна от протести на съпричастност срещу корупцията в страната, безработицата и полицейския произвол, цензурата на печата и огромното поскъпване на хранителните продукти. Протестите се превръщат във въстание, след като на 14 януари 2011 г. Бен Али, управлявал страната 23 години, напуска със самолет. Малко преди това правителството обявява бедствено положение, като не позволява на повече от трима души да се събират на едно място.
Съставя се преходно правителство, но протестите продължават. Конституционният съд нарежда да се назначат нови избори до 60 дни.
Действията на Буазизи отекват в региона: „Има огромен интерес. Египтяните последват примера на Тунис с голямо удоволствие, защото откриват огромни прилики между тяхното положение и това в Тунис.“

### Алжир
На 29 декември схватки с полицията са обявени и в съседен Алжир, в република Алжир заради протести срещу липсата на жилища. Поне 53 души са ранени, а други 29 – арестувани. През януари 2011 г. заради увеличаването на цените на храните нови протести изригват по цялата страна за седмица. Като цяло, трима демонстратори са убити, повече от 800 души ранени, и поне 1100 – арестувани.
От 12 до 19 януари вълна на самоубиващи се залива страната, започваща с Мохамед Ауичия в Бордж Менайел, като протест срещу жилището на семейството му[ неясно? ]. На 13 януари Мохсен Бутерфиф се самозапалва след среща с кмета на Букадра в Тебеса, който не можел да му предложи работа и къща. Бутерфиф почива няколко дни по-късно, а около 100 младежи протестират след смъртта му, след което губернаторът на провинцията уволнява кмета. Поне десет други самоубийства са обявени до края на седмицата.
На 22 януари Обединението за култура и демокрация организира демонстрация за демократизация на Алжир. Явяват се 300 души, които са разбити от полицията, а 42 души са ранени.

### Йордания
На 14 януари 2011 г. протести започват и в Аман, столицата на Йордания, Маан, Карак, Салт, Ирбид и други градове. Протестите, водени от търговски обединения и леви партии, идват след Петъчната молитва и искат оставката на правителството, водено от премиера Самир Рифай. На 21 януари 2011 г. 5000 души в Аман участват в най-големите протести дотогава.
Докато от основната опозиционна партия Фронт за ислямско действие заявяват, че за разлика от протестите в Египет и Тунис йорданската опозиция не настоява за смяна на управлението в кралството, а за политически реформи, то Мюсюлманското братство се обявява за продължаване на протестите.
На 1 февруари правителството на Рифай подава оставка и за негов наследник от краля на Йордания е назначен Маруф Бахит. С обръщението си към новия министър-председател крал Абдулла II апелира за бързи и прозрачни мерки за истински политически реформи, общи реформи и подкрепящи действията в полза на демокрацията.

### Египет
На 16 януари египетската лира спада на рекордни нива заради протестите. Протестите в Египет тогава също водят до собственик на ресторант – Абду Абдел-Монейм Джаафара, който се е самозапалил. На 18 януари двама други се самоубиват, един адвокат от Кайро и друг 25-годишен безработен в Александрия. Много египтяни създават страници във „Фейсбук“, искащи 25 януари – египетския „Национален ден на полицията“, да бъде ден на революцията срещу мъченията, бедността, корупцията и безработицата".
Потенциалният кандидат за изборите за президент в Египет през 2011 г. Мохамед Ел Барадей предупреждава за „експлозия в Тунизийски стил“ в страната.

### Мавритания
На 17 януари 2011 г. в столицата на Мавритания – Нуакшот се самозапалва мъж в знак на протест против режима на генерал Мохамед Абдел Азиз. Сутринта 43-годишния Якуб Дахуд спира автомобила си пред зданието на Сената, залива се в колата с леснозапалима течност и се подпалва. Полицията реагира бързо, човекът е изкаран от колата и закаран в болницата с тежки изгаряния по лицето и тялото. По сведения на журналисти няколко минути преди да се подпали Дахуд им позвънил и ги информирал за намеренията си. Той бил недоволен от политическата ситуация в страната и се обявил срещу управляващия режим. Генерал Мохамед Абдел Азиз взема властта в страната след военен преврат през август 2008 г. и е избран за президент на Ислямска Република Мавритания през юли 2009 г.

### Сомалия
На 13 февруари 2011 г. стотици млади хора участват в демонстрация в Могадишу, столицата на Сомалия, против временното федерално правителство на Сомалия, начело с президента Шейх Шариф Ахмед и ислямистката въстаническа групировка Харакат ал-Шабаб, начело с Шейх Ибрахим „ал Афгани“, която контролира по-голяма част от страната. Протестиращите заявяват, че протестите ще продължат докато не падне правителството като в Тунис и Египет. Седем души са арестувани. На 15 февруари силите, лоялни на федералното правителство, обстрелват протестиращите, в резултат на което загиват четирима и са ранени 11 демонстранти.

### Мароко
По „Фейсбук“ се призовават протести за 20 февруари. В този ден се провеждат мирни демонстрации в градовете на Мароко с искания за ограничаване властта на краля и приемане на програма за разрешаване на социалните проблеми.

### Западна Сахара
На 26 февруари 2011 година преминават протести в град Дахла. В резултат на вълненията загиват двама души, а около 100 са ранени.

### Йемен
Протестите се появяват в много градове в северен и южен Йемен за няколко дни в средата на януари срещу правителствените цели да променят конституцията на Йемен, отказвайки целите като неадекватни, и срещу безработицата и икономическото състояние. Протести на 20 януари включват хиляди протестиращи в Та`из. Протестите в Аден са на 18, 19 и 20 януари. Автомобилни гуми са горени, пътища – блокирани, а поне седем души, войници и протестиращи, са ранени. Протести в Сана изглежда да отслабват на 20 януари. Два от протестите се появяват в университета на Сана с лозунг: „Напуснете преди да бъдете принудени да го направите“.
Лидерът на Йеменския събор за реформи – най-голямата опозиционна партия в Йемен – Мохамед ал-Сабри, казва: „Ние искаме конституционни изменения, но ние искаме изменения, които не водят до продължение на властта на управляващите и наследството на властта за децата им.“

### Либия
През нощта на 15 февруари 2011 г. в либийския пристанищен град Бенгази става сблъсък между 500 – 600 протестиращи с полицията и поддръжниците на правителството. Повод за това става задържането на адвокат правозащитник. Според агенция Associated Press протестиращите скандирали антиправителствени лозунги и призовавали са оставката на премиер-министъра Багдади ал Махмуди. По същото време в столицата се организират митинги в подкрепа на М. Каддафи.
На 17 февруари 2011 г. 213 представители на интелигенцията поискали оставката на Кадафи, мирен преход в страната и непреследване на демонстрантите. В Ел Байда загиват четири души, а до края на деня – за 17 убити. Парламентът прекратява работа, а третия по големина град Ел Байда преминава напълно на страната на протестиращите.
Властите на Либия изкарват по улиците на Бенгази войска с бронетехника. Четири танка взимат под охрана зданието на съда. Електричеството е изключено, аеропорта не работи. Част от военните преминават на страната на протестиращите. Демонстрантите подпалват полицейските участъци. До края на 19 февруари се споменават 200 разстреляни и над 800 ранени. Ел Байда е ограден от правителствените войски и подложен на масиран обстрел.
На 20 февруари 2011 г. синът на либийския лидер Саиф Кадафи излезе по националната телевизия и изрази решимост за удържане на властта и постепенни преобразования в страната. На следващия ден се появяват първите съобщения за формиране на гражданско правителство. Най-големите племена в основата на държавното устройство на страната обявиха, че свалят доверието си от режима на Кадафи и застават на страната на протестиращите. Младежки формирования се обявиха против „тиранина Кадафи“. В интернет се появиха 11 официални искания на протестиращите. Според Хюман Райтс Уоч жертвите на протестите в Либия до 20 февруари са най-малко 233.
На 21 февруари 2011 г. бойната авиация нанася въздушни удари в столицата Триполи на всеки 20 минути. Според Ал Джазира са загинали над 250 души. По улиците патрулират банда наемници които стрелят по местните жители. Поддръжниците на Кадафи нахлуват в болниците и нападат ранените и медицинския персонал. В града прекъсва тока и има остър недостиг на хранителни продукти. В пряка връзка с Ал Джазира местен жител заяви: "Хората ни измират. Това е политика на изпепелената земя. Къде са Обединените нации, къде е „Амнести интернешънъл?“
На 22 февруари 2011 г. жертвите в Триполи и страната наближават 300. Заговори се за възможни „престъпления против човечеството“ в Бенгази. Късно по телемизията Кадафи заявява пълната си решимост да задържи властта. Лигата на арабските държави изключи Либия от участие в общите заседания на представителите на страните членки докато не престане насилието в страната.
На 23 февруари 2011 г. според думите на италианския министър на външните работи Франко Фратини жертвите в Либия надвишават 1000. Източният либийски район Киренайка е напълно в ръцете на протестиращите. Министърът на вътрешните работи подава оставка и призовава по Ал Джазира армията да премине на страната на народното недоволство. Евросъюзът преустанови преговорите с Либия за рамковото споразумение за партньорство и преустанови оръжейните доставки за Либия.

### Оман
В Оман 200 протестиращи излизат, искайки увеличаване на заплатите си и по-ниска цена на живот на 17 януари – протест, който шокира репортерите. Те смятат Оман за стабилна страна.

### Судан
Судан арестува главата на Популярна Конгресна партия, Хасан ал-Тураби, след като той пледира за подобни протести срещу измамите на изборите, инфлацията и ограничените граждански свободи. По това време в Судан се провеждат избори за независимост на Южен Судан.

### Джибути
След няколко протеста от края на януари 2011 г. над 30 000 души протестират в Джибути на 18 и 19 февруари, когато умират двама души.

## Самозапалвания
След като самозапалването на Мохамед Буазизи в Тунис води до успешно сваляне на режима на Бен Али, се появяват много самозапалили се демонстранти в Арабския свят.
|                                      | Държава          | Име                      | Място            | Дата на самозапалване | Дата на смърт  | Връзки               |
| ------------------------------------ | ---------------- | ------------------------ | ---------------- | --------------------- | -------------- | -------------------- |
| 1                                    | Алжир            | Мохсен Бутерфиф          | Букадра          | 13 януари 2011        | 16 януари 2011 | [ 62 ]               |
| 2                                    | Алжир            | Ауичия Мохаммад          | Бордж Менайел    | 15 януари 2011        | —              | [ 63 ]               |
| 3                                    | Алжир            | Бубакар Бойден           | Джиджел          | 15 януари 2011        | —              | [ 64 ]               |
| 4                                    | Алжир            | Мамиер Лотфи             | Ел Куед          | 16 януари 2011        | —              | [ 65 ]               |
| 5                                    | Алжир            | Сеноуки Тоуат            | Мостаганем       | 16 януари 2011        | —              | [ 63 ]               |
| 6                                    | Мавритания       | Якоб Оулд Дахуд          | Тиджикжа         | 17 януари 2011        | 22 януари 2011 | [ 66 ] [ 63 ] [ 67 ] |
| 7                                    | Египет           | Абду Абдел-Монейм Джафар | Шибин ел-Канатер | 17 януари 2011        | —              | [ 63 ]               |
| 8                                    | Египет           | Мохамед Фарук Хасан      | Кайро            | 18 януари 2011        | —              | [ 68 ]               |
| 9                                    | Египет           | Ахмед Хашим ал Сайед     | Александрия      | 18 януари 2011        | 18 януари 2011 | [ 69 ] [ 70 ]        |
| 10                                   | Египет           | Мохамед Ашур Сорур       | Кайро            | 18 януари 2011        | —              | [ 69 ]               |
| 11                                   | Саудитска Арабия | Неидентифициран          | Самтах           | 21 януари 2011        | 21 януари 2011 | [ 71 ]               |
| „-“ обозначава, че човекът е оцелял. |                  |                          |                  |                       |                |                      |